# Saison 4 de Navarro
Chronologie
Saison 3 Saison 5
Cet article présente la liste des différents épisodes de la troisième saison de la série télévisée Navarro.

## Distribution[1]
- Roger Hanin (Antoine Navarro)
- Emmanuelle Boidron (Yolande Navarro)
- Maurice Vaudaux (Commissaire divisionnaire Waltz)
- Jacques Martial (Bain-Marie)
- Catherine Allegret (Ginou)
- Sam Karmann (Inspecteur Barrada)
- Daniel Rialet (Inspecteur Joseph Blomet)
- Christian Rauth (Inspecteur René Auquelin)